# Paweł Jarski
Paweł Jarski (ur. 29 czerwca 1979 w Poniatowej) – polski przedsiębiorca, menedżer, inwestor; założyciel i prezes Grupy Elemental Holding. Prezes Polskiego Związku Triathlonu oraz członek Zarządu Polskiego Komitetu Olimpijskiego.

## Życiorys
Absolwent Akademii Leona Koźmińskiego na kierunku Zarządzanie i Marketing w zakresie Informatyka w Zarządzaniu oraz Zarządzania Zasobami Ludzkimi. Stypendysta Helsinki School of Economics (Finlandia) i Jönköping Business School (Szwecja) na kierunkach związanych z zarządzaniem przedsiębiorstwem.
Twórca, założyciel, współwłaściciel i prezes zarządu międzynarodowej Grupy Elemental  działającą w obszarze urban miningu i recyklingu.
W latach 2004–2009 jako założyciel/współwłaściciel i CEO zarządzał spółkami SYNERGIS Electrorecycling SA oraz Electro-System SA działające na rynku elektrośmieci w Polsce. W 2009 roku sprzedał spółki inwestorowi strategicznemu.
W 2010 roku założył Elemental Holding SA i został jego prezesem oraz dyrektorem zarządzającym. W 2012 roku pod jego kierownictwem Elemental Holding zadebiutował na Giełdzie Papierów Wartościowych w Warszawie, na której pozostał do początku 2021 roku.
Od 2011 roku systematycznie przekształca Elemental Holding z polskiej spółki recyklingowej w globalną grupę działającą w sektorze urban miningu. W latach 2011–2023 przeprowadził 17 akwizycji zagranicznych.
W 2015 roku został laureatem magazynu Parkiet i otrzymał nagrodę dla dziesięciu najlepszych młodych menedżerów spółek notowanych na Giełdzie Papierów Wartościowych w Warszawie. W edycji 2016 Harvard Business Review został laureatem w kategorii Prezesi najlepiej zarządzanych firm w rankingu GPW. W 2017 był finalistą polskiej edycji konkursu EY Przedsiębiorca Roku.
17 grudnia 2016 r. został wybrany na stanowisko Prezesa Polskiego Związku Triathlonu, a 7 lutego 2017 r. został członkiem Zarządu Polskiego Komitetu Olimpijskiego z listy polskich związków sportowych dyscyplin olimpijskich. W grudniu 2021 roku został ponownie wybrany na oba stanowiska .
W 2022 zdobył został laureatem nagrody głównej polskiej edycji konkursu EY Przedsiębiorca Roku i reprezentował Polskę na EY World Entrepreneur Of The Year™
W 2023 roku został laureatem w konkursie BrandMe CEO oraz w konkursie "Diamenty Innowacji 2023" organizowanym przez Executive Club w kategorii CEO Roku. Paweł Jarski w 2023 roku był również finalistą 12. edycji Nagrody Polskiej Rady Biznesu w kategorii "SUKCES".
Paweł Jarski w 2024 roku otrzymał od portalu Money.pl tytuł "Przedsiębiorca Roku" oraz nagrodę "35-lecia Wolności Gospodarczej". W tym samym roku został także laureatem konkursu "Lwy Koźmińskiego" w kategorii "Przedsiębiorca".
W 2024 roku z inicjatywy Pawła Jarskiego kierowana przez niego Grupa Elemental została pierwszym mecenasem polskiej uczelni wyższej - Akademii Leona Koźmińskiego i zobowiązała się przekazać dwa miliony czterysta tysięcy złotych na kapitał żelazny uczelni (ang. endowment fund).

## Nagrody
- Nagroda "35-lecia Wolności Gospodarczej" Money.pl [17]
- "Lwy Koźmińskiego" (2024)[18]
- "Przedsiębiorca Roku" Money.pl (2024)[16]
- "Diamenty Innowacji 2023" w kategorii CEO Roku[14]
- BrandMe CEO 2023[13]
- EY Przedsiębiorca Roku 2022[11]
- Harvard Business Review - Prezesi najlepiej zarządzanych firm w rankingu GPW (2016)[7]
- Młode Wilki Giełdy[21] (2015) - nagroda Gazety Parkiet dla dziesięciu najlepszych młodych menadżerów spółek notowanych na GPW